# Leonardo Giovanni da Martinengo
Leonardo Giovanni da Martinengo (XVI secolo) è stato un liutaio italiano.

## Biografia
È il primo liutaio (pater nei documenti d'epoca, quindi inteso nell'accezione rinascimentale di "mercante di ogni genere di cose" o al massimo come in testi modificati di "liuter" quindi costruttore di liuti), attivo a Cremona nel secondo e terzo decennio del XVI secolo, rivelato dai documenti d'archivio. Proveniente forse dal paese di Martinengo, nella bassa bergamasca, era figlio dell'ebreo Moisè, ma si era convertito al cristianesimo. Come tale contribuì con personali donazioni alla realizzazione dell'arca dei Ss. Marcellino e Pietro nella chiesa di San Tommaso di Cremona. Nessuno dei suoi strumenti è noto. Molti autori l'hanno ritenuto maestro di Andrea Amati, ma è una pura congettura che non ha fondamento storico.